# Danjugan Island
Danjugan Island ist eine Insel der Provinz Negros Occidental auf den Philippinen. Sie liegt etwa fünf Kilometer vor der Westküste der Insel Negros in der Sulusee. Die Insel hat eine Fläche von circa 43 Hektar und wird von der Stadtgemeinde Cauayan aus verwaltet.
Danjugan Island ist eine langgestreckte Insel, die insgesamt sechs flache Lagunen aufweist, von denen zwei direkt mit dem Meer verbunden sind. Die umliegenden Korallenriffe sind das Convention Reef, Andreas Reef und das Tanguigue Reef. Das größte Riff sind die Twin Peaks, es ist direkt der Südküste der Insel vorgelagert. Die Insel ist bewohnt und weist eine tropische Vegetation auf, in der unter anderem der Rotrückenreiher (Nycticorax caledonicus), das Großfußhuhn (Megapodius freycinet) und der Weißbauch-Seeadler (Haliaeetus leucogaster) und weitere 60 Vogelarten leben. In den Höhlen der Insel finden sich neun unterschiedliche Fledermausarten.
Die Insel ist aufgrund der klaren tropischen Gewässer ein beliebtes Tauchgebiet. Um die Insel wurden drei Meeresschutzgebiete von den örtlichen Behörden auf einer Fläche von 102,4 Hektar im Jahr 2000 etabliert, die zusammenfassend als Danjugan Island Marine Reserve bezeichnet werden. Die Korallenriffe und die umliegenden Gewässer beherbergen eine große Artenvielfalt, so auch verschiedene Arten der Riesenmuschel, Halbschnäbler (Hemiramphidae), Fliegende Fische (Cypselurus spp.), Hornhechte (Tylosurus spp.), Napoleon-Lippfische (Cheilinus undulatus), Riesenmanta (Manta birostris) und der Walhai (Rhincodon typus).